# Ер-турман
Ер-турман (каз. Ер-тұрман) — традиционная конская упряжь казахов.

## Описание
Предметы упряжи Ер-турман:
- каз. Ер — седло.
- каз. тоқым — потник.
- каз. желдік — седельные луки.
- каз. тебінгі — боковая кожаная лопасть седла
- каз. үзеңгі — стремя
- каз. үзеңгі бау — стременной ремень
- каз. таралғы — специальный ремешок
- каз. тартпа — подпруга,
- каз. айыл состоящей из каз. төс айыл и каз. шип айыл — седельные подпруги,
- каз. өмілдірік — нагрудник,
- каз. құйысқан — потфея-подхвостник,
- каз.  жүген — уздечка,
- каз. шылбыр — длинный повод для привязывания копя,
- каз. тізгін — поводья,
- каз. ат көрпе — легкая подушка под седоком,
- каз. пыстан — ремешок с металлическими украшениями, опоясывающий подушку на седле,
- каз. кежім — орнаментированная попона,
- каз. қамшы — плеть,
- каз. шідер — тренога,
- каз. тұсамыс — путы,
- каз. кісен — железные путы,
- каз. қанжыға — торока[2][3][4].

Для изготавливания Ер-турмана используется обработанная кожа — сыромятина и дерева. Главными элементами декора являются посеребренные металлические пластины и серебряные бляхи, иногда встречаются позолоченные. Всему снаряжению придавался глубокий знаковый смысл.
Детали женского Ер-турмана инкрустируются костяными пластинками, полудрагоценными камнями, резным орнаментом из посеребренного металла. Иногда Ер-турман также называют Ер-токым.

## Факты
Изготовление Ер-турмана включено в Национальный список нематериального культурного наследия Республики Казахстан при Национальной комиссии республики Казахстан по делам ЮНЕСКО.